# Patinação artística no Festival Olímpico Europeu da Juventude de Inverno de 2003
As competições de patinação artística no Festival Olímpico Europeu da Juventude de Inverno de 2003 foram disputadas em Bled, Eslovênia, entre 25 de janeiro e 31 de janeiro de 2003.

## Medalhistas
| Evento                          | Ouro                                         | Prata                                      | Bronze                                       | Ref.  |
| ------------------------------- | -------------------------------------------- | ------------------------------------------ | -------------------------------------------- | ----- |
| Individual masculino (detalhes) | Sergei Dobrin · Rússia                       | Yannick Ponsero · França                   | Radomir Soumar · Alemanha                    | [ 1 ] |
| Individual feminino (detalhes)  | Katharina Häcker · Alemanha                  | Lina Johansson · Suécia                    | Viktória Pavuk · Hungria                     | [ 1 ] |
| Duplas (detalhes)               | Arina Ushakova · Alexander Popov · Rússia    | Rebecca Handke · Daniel Wende · Alemanha   | Julia Beloglazova · Andriy Bekh · Ucrânia    | [ 1 ] |
| Dança no gelo (detalhes)        | Natalia Mikhailova · Arkadi Sergeev · Rússia | Christina Beier · William Beier · Alemanha | Alexandra Zaretsky · Roman Zaretsky · Israel | [ 1 ] |

## Resultados

### Individual masculino
| Pos.              | Nome                | Nacionalidade    | Pontos | PC | PL |
| ----------------- | ------------------- | ---------------- | ------ | -- | -- |
| Medalha de ouro   | Sergei Dobrin       | Rússia           | 1.5    | 1  | 1  |
| Medalha de prata  | Yannick Ponsero     | França           | 3.0    | 2  | 2  |
| Medalha de bronze | Radomir Soumar      | Alemanha         | 5.5    | 5  | 3  |
| 4                 | Paolo Bacchini      | Itália           | 7.5    | 3  | 6  |
| 5                 | Matthew Wilkinson   | Reino Unido      | 8.5    | 7  | 5  |
| 6                 | Juan Legaz          | Espanha          | 10.0   | 6  | 7  |
| 7                 | Ondřej Hotárek      | República Tcheca | 10.5   | 13 | 4  |
| 8                 | Raphaël Bohren      | Suíça            | 11.0   | 4  | 9  |
| 9                 | Niklas Hogner       | Suécia           | 15.0   | 14 | 8  |
| 10                | Przemysław Domański | Polônia          | 15.0   | 8  | 11 |
| 11                | Viktor Pfeifer      | Áustria          | 16.0   | 12 | 10 |
| 12                | Ivan Kinčík         | Eslováquia       | 17.0   | 10 | 12 |
| 13                | Visa Tuominen       | Finlândia        | 18.5   | 11 | 13 |
| 14                | Damjan Ostojič      | Eslovênia        | 19.5   | 9  | 15 |
| 15                | Dzmitry Malochnikau | Bielorrússia     | 22.5   | 17 | 14 |
| 16                | Alexei Chumak       | Ucrânia          | 24.5   | 15 | 17 |
| 17                | Tomas Katukevicius  | Lituânia         | 25.0   | 18 | 16 |
| 18                | Marc Casal Rossell  | Andorra          | 28.0   | 20 | 18 |
| 19                | Gegham Vardanyan    | Azerbaijão       | 29.5   | 21 | 19 |
| 20                | Evgeni Krasnopolski | Israel           | 29.5   | 19 | 20 |
| 21                | Ali Tayfun Erguven  | Turquia          | 30.0   | 16 | 22 |
| 22                | Josip Gluhak        | Croácia          | 32.0   | 22 | 21 |

### Individual feminino
| Pos.              | Nome                     | Nacionalidade    | Pontos | PC | PL |
| ----------------- | ------------------------ | ---------------- | ------ | -- | -- |
| Medalha de ouro   | Katharina Häcker         | Alemanha         | 1.5    | 1  | 1  |
| Medalha de prata  | Lina Johansson           | Suécia           | 3.0    | 2  | 2  |
| Medalha de bronze | Viktória Pavuk           | Hungria          | 4.5    | 3  | 3  |
| 4                 | Olga Naidenova           | Rússia           | 6.0    | 1  | 1  |
| 5                 | Gintarė Vostrecovaitė    | Lituânia         | 8.5    | 5  | 6  |
| 6                 | Viviane Käser            | Suíça            | 9.5    | 9  | 5  |
| 7                 | Candice Didier           | França           | 10.0   | 6  | 7  |
| 8                 | Giorgia Carrossa         | Itália           | 15.5   | 15 | 8  |
| 9                 | Martine Zuiderwijk       | Países Baixos    | 16.0   | 10 | 11 |
| 10                | Olga Orlova              | Ucrânia          | 16.5   | 13 | 10 |
| 11                | Rebecca Collett          | Reino Unido      | 17.5   | 7  | 14 |
| 12                | Jana Sýkorová            | República Tcheca | 18.0   | 18 | 9  |
| 13                | Evgenia Melnik           | Bielorrússia     | 18.0   | 12 | 12 |
| 14                | Mona Grannenfelt         | Finlândia        | 18.5   | 11 | 13 |
| 15                | Simona Ocelkova          | Eslováquia       | 19.0   | 8  | 15 |
| 16                | Laura Fernandez          | Espanha          | 23.0   | 14 | 16 |
| 17                | Teodora Postič           | Eslovênia        | 25.0   | 16 | 17 |
| 18                | Željka Krizmanić         | Croácia          | 28.5   | 19 | 19 |
| 19                | Marija Balaba            | Letônia          | 28.5   | 17 | 20 |
| 20                | Melissandre Fuentas      | Andorra          | 29.5   | 23 | 18 |
| 21                | Duygu Salur              | Turquia          | 31.5   | 21 | 21 |
| 22                | Kristiina Daub           | Estônia          | 33.0   | 20 | 23 |
| 23                | Maria Balea Andreea      | Romênia          | 34.0   | 24 | 22 |
| 24                | Kristel Popović          | Iugoslávia       | 35.0   | 22 | 24 |
| 25                | Maria Mastrogiannopoulou | Grécia           | 37.5   | 25 | 25 |

### Duplas
| Pos.              | Nome                                  | Nacionalidade    | Pontos | PC | PL |
| ----------------- | ------------------------------------- | ---------------- | ------ | -- | -- |
| Medalha de ouro   | Arina Ushakova / Alexander Popov      | Rússia           | 1.5    | 1  | 1  |
| Medalha de prata  | Rebecca Handke / Daniel Wende         | Alemanha         | 3.5    | 3  | 2  |
| Medalha de bronze | Julia Beloglazova / Andriy Bekh       | Ucrânia          | 5.0    | 4  | 3  |
| 4                 | Veronika Havlíčková / Karel Štefl     | República Tcheca | 6.0    | 2  | 5  |
| 5                 | Marylin Pla / Yannick Bonheur         | França           | 6.5    | 5  | 4  |
| 6                 | Rumyana Spasova / Stanimir Todorov    | Bulgária         | 9.0    | 6  | 6  |
| 7                 | Ludmila Vesjolaja / Aleksei Vesjolijs | Letônia          | 10.5   | 7  | 7  |

### Dança no gelo
| Pos.              | Nome                                    | Nacionalidade    | Pontos | DC | DO | DL |
| ----------------- | --------------------------------------- | ---------------- | ------ | -- | -- | -- |
| Medalha de ouro   | Natalia Mikhailova / Arkadi Sergueev    | Rússia           | 2.4    | 2  | 1  | 1  |
| Medalha de prata  | Christina Beier / William Beier         | Alemanha         | 3.6    | 1  | 2  | 2  |
| Medalha de bronze | Alexandra Zaretsky / Roman Zaretsky     | Israel           | 6.0    | 3  | 3  | 3  |
| 4                 | Petra Pachlova / Petr Knoth             | República Tcheca | 8.6    | 4  | 5  | 4  |
| 5                 | Anna Zadorozhniuk / Sergei Verbillo     | Ucrânia          | 9.4    | 5  | 4  | 5  |
| 6                 | Élodie Brouiller / Lionel Rumi          | França           | 12.4   | 7  | 6  | 6  |
| 7                 | Anna Cappellini / Matteo Zanni          | Itália           | 14.6   | 6  | 7  | 8  |
| 8                 | Candice Towler-Green / James Phillipson | Reino Unido      | 15.4   | 9  | 8  | 7  |
| 9                 | Zsuzsanna Nagy / György Elek            | Hungria          | 17.6   | 8  | 9  | 9  |
| 10                | Joanna Budner / Jan Mościcki            | Polônia          | 20.0   | 10 | 10 | 10 |
| 11                | Daniela Keller / Fabian Keller          | Suíça            | 22.0   | 11 | 11 | 11 |
| 12                | Grethe Grünberg / Kristjan Rand         | Estônia          | 24.0   | 12 | 12 | 12 |
| 13                | Valeria Boulyguina / Oleg Krupen        | Bielorrússia     | 26.0   | 13 | 13 | 13 |

## Quadro de medalhas
| Ordem | País     | Medalha de ouro | Medalha de prata | Medalha de bronze |    | Ordem por total |
| ----- | -------- | --------------- | ---------------- | ----------------- | -- | --------------- |
| 1     | Rússia   | 3               |                  |                   | 3  | 2               |
| 2     | Alemanha | 1               | 2                | 1                 | 4  | 1               |
| 3     | França   |                 | 1                |                   | 1  | 3               |
| 3     | Suécia   |                 | 1                |                   | 1  | 3               |
| 5     | Hungria  |                 |                  | 1                 | 1  | 3               |
| 5     | Israel   |                 |                  | 1                 | 1  | 3               |
| 5     | Ucrânia  |                 |                  | 1                 | 1  | 3               |
| TOTAL | TOTAL    | 4               | 4                | 4                 | 12 | —               |